# Phyllophaga monrosi
Phyllophaga monrosi är en skalbaggsart som beskrevs av Frey 1975. Phyllophaga monrosi ingår i släktet Phyllophaga och familjen Melolonthidae. Inga underarter finns listade i Catalogue of Life.